# Pycnoclavella taureanina
Pycnoclavella taureanina är en sjöpungsart som beskrevs av Enrico Adelelmo Brunetti 1991. Pycnoclavella taureanina ingår i släktet Pycnoclavella och familjen Pycnoclavellidae. Inga underarter finns listade i Catalogue of Life.